# Norma Sanchez
 (novembre 2024).
Pour les articles homonymes, voir Sanchez.
Norma G. Sanchez est une physicienne argentine et française spécialisée en physique théorique, gravité, cosmologie, physique des particules, physique des hautes énergies et théorie quantique des champs et des particules. Elle est professeure émérite de physique et directrice de recherche au Centre national de la recherche scientifique (CNRS), à l'Observatoire de Paris et à l'Université Paris Sciences et Lettres.
Son travail porte sur les trous noirs, le rayonnement de Hawking, la théorie des cordes en gravité et cosmologie, la théorie de l'inflation efficace par rapport aux observations du WMAP, la matière sombre en keV et la structure des galaxies, ainsi que les modèles théoriques liant gravité et physique quantique. Elle est la fondatrice et la directrice de l'École internationale Daniel Chalonge - Hector de Vega, inaugurée à l'automne 1991 par le physicien Nobel Subrahmanyan Chandrasekhar.

## Jeunesse et éducation
Née dans la ville d'Ensenada, Buenos Aires, en Argentine, son père Antonio Luis Sanchez de Martino travaillait dans l'industrie pétrolière chez YPF, et sa mère Norma Iris Piccoli di Tores était enseignante et astronome. Sanchez a suivi des études primaires à l'École nationale Hypolite Bouchard, des études pré-universitaires à l'École normale nationale des filles N°1 Miss Mary O. Graham dans la ville de La Plata, et a obtenu sa maîtrise en physique théorique à la Faculté des sciences exactes de l'Université nationale de La Plata, en Argentine, le 21 décembre 1973².
Elle détient un doctorat en physique de la Faculté des sciences exactes de l'Université nationale de La Plata, obtenu en 1976 pour sa thèse sur la théorie de la diffusion des ondes par un trou noir, et est docteur d'État en physique de l'Université de Paris en 1979, avec une thèse sur la physique des champs et la géométrie de l'espace-temps.
Le film La Dama de la Ciencia (La Dame de la Science) retrace sa vie à Paris et à Ensenada.

## Recherche et carrière
De 1973 à 1975, Sanchez a été assistante d'enseignement à l'Université nationale de La Plata, à la Faculté des sciences exactes, et chercheuse au Conseil de la recherche scientifique argentin (CONICET), à l'Institut d'astronomie et de sciences spatiales (IAFE), sur le campus de l'UBA à Buenos Aires.
En 1976, elle a rejoint le Centre national de la recherche scientifique (CNRS) français en tant que chercheuse en physique théorique, et elle est actuellement directrice de recherche au CNRS. Entre 1986 et 1987, Sanchez a été invitée au CERN - Division de la théorie, à Genève, en Suisse, et en 1988 au Nordita - Institut Niels Bohr, à Copenhague, au Danemark.
Au début de sa carrière, Sanchez a travaillé sur la théorie de la diffusion et de l'absorption des ondes par les trous noirs, ainsi que sur une nouvelle approche de la théorie quantique des champs dans des cadres accélérés et des espaces courbes. Elle a ensuite entamé une collaboration de toute une vie avec Hector de Vega, travaillant sur de nouvelles approches de la théorie des cordes en gravité, de la cosmologie et des trous noirs. Leur travail s'est poursuivi sur les modèles de matière sombre, en particulier la matière sombre en keV (WDM), la structure à grande échelle, la formation des galaxies et la physique des particules.